# Corradino Mineo
Pour les articles homonymes, voir Mineo (homonymie).
Corradino Mineo (né le 1er janvier 1950 à Partanna) est un journaliste et un homme politique italien.
Il dirige Rainews24 à partir de 2006. En février 2013, il devient candidat du Parti démocrate et il est élu sénateur. En 2016, il adhère à Gauche italienne.